# Coppa della Federazione calcistica del Libano
La Coppa della Federazione calcistica del Libano (in arabo كأس الإتحاد اللبناني‎?; in inglese Lebanese Federation Cup) è stata una competizione calcistica libanese assegnata dalla Federazione calcistica del Libano.
La prima edizione si è svolta nel 1969. Il record di titoli vinti appartiene all'Ansar, che ha conquistato la coppa due volte.

## Formato
Vi parteciparono le squadre del campionato nazionale di prima divisione della stagione imminente.

## Albo d'oro
| N. | Stagione | Vincitore      | Risultato | Finalista     |
| -- | -------- | -------------- | --------- | ------------- |
| 1  | 1969     | Shabiba Mazraa |           |               |
| 2  | 1972     | Riada Wal Adab |           |               |
| 3  | 1999     | Ansar          | 4-0       | Salam Zgharta |
| 4  | 2000     | Ansar          | 1-0 (dts) | Tadamon Tiro  |
| 5  | 2004     | Al-Ahed        | 3-2 (dts) | Sagesse       |

## Vittorie per squadra
| Squadra        | Vittorie | Finali perse | Finali disputate |
| -------------- | -------- | ------------ | ---------------- |
| Ansar          | 2        | 0            | 2                |
| Shabiba Mazraa | 1        | 0            | 1                |
| Riada Wal Adab | 1        | 0            | 1                |
| Al-Ahed        | 1        | 0            | 1                |
| Salam Zgharta  | 0        | 1            | 1                |
| Tadamon Tiro   | 0        | 1            | 1                |
| Sagesse        | 0        | 1            | 1                |